# الأحطوب (حزم العدين)

تعديل مصدري - تعديل

الأحطوب هي إحدى قرى عزلة الأجعوم بمديرية حزم العدين التابعة لمحافظة إب، بلغ تعداد سكانها 245 نسمة حسب تعداد اليمن لعام 2004.